# 沈彦俸
沈 彦俸（シム・オンボン、沈彥俸、심언봉）は、大韓民国陸軍の軍人。

## 経歴
忠清南道牙山に生まれる。普成専門学校に入学。学徒出陣して日本軍に入隊。
1946年1月28日付で軍事英語学校卒業、任少尉（軍番10022番）、第2連隊創設要員。
1946年5月1日、第2連隊長代理（中尉）。
1946年9月11日、第6連隊長。
1947年10月22日、第7連隊長（少佐）。
1949年6月20日、第8師団参謀長（大佐）。
1950年6月10日、陸軍本部兵器監（～10月26日）。
1951年、第3軍団参謀長。同年6月22日、国防部兵器行政本部長。
1951年7月、国民防衛軍事件の裁判で中央高等裁判長に任命。
1952年1月25日、憲兵司令官。
1952年9月、第2訓練所副所長。
1953年6月15日、第2訓練所長。
1954年5月28日、少将。同年6月、アメリカ留学。同年11月19日、大田で殉職。1987年5月21日、国立大田顕忠院に安葬。